# Scotinella
Scotinella es un género de arañas araneomorfas de la familia Corinnidae. Se encuentra en Norteamérica.

## Lista de especies
Según The World Spider Catalog 12.0:
- Scotinella britcheri (Petrunkevitch, 1910)
- Scotinella brittoni (Gertsch, 1941)
- Scotinella custeri Levi, 1951
- Scotinella deleta (Gertsch, 1941)
- Scotinella divesta (Gertsch, 1941)
- Scotinella divinula (Gertsch, 1941)
- Scotinella dixiana Roddy, 1957
- Scotinella fratrella (Gertsch, 1935)
- Scotinella madisonia Levi, 1951
- Scotinella manitou Levi, 1951
- Scotinella minnetonka (Chamberlin & Gertsch, 1930)
- Scotinella pallida Banks, 1911
- Scotinella pelvicolens (Chamberlin & Gertsch, 1930)
- Scotinella pugnata (Emerton, 1890)
- Scotinella redempta (Gertsch, 1941)
- Scotinella sculleni (Gertsch, 1941)